# Institut Václava Klause

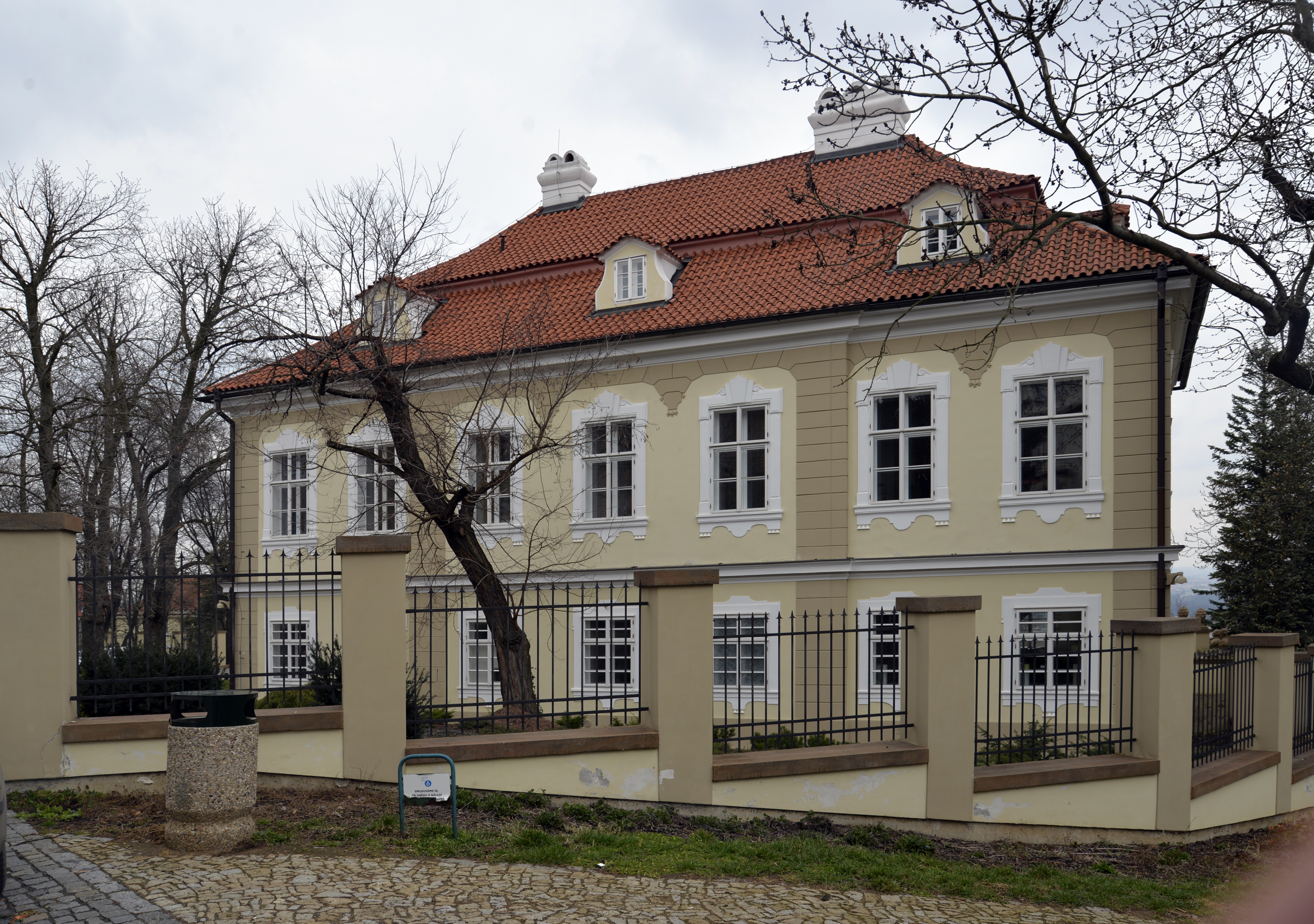
Sídlo Institutu Václava Klause

Institut Václava Klause, o.p.s. (IVK), je konzervativní think-tank a studijní a výzkumná obecně prospěšná společnost, kterou založil Václav Klaus spolu se svými syny a bývalým prezidentským kancléřem Jiřím Weiglem, který se také stal jejím ředitelem. Hlavními cíli IVK jsou dokumentace, výzkum a propagace života, díla a myšlenek bývalého prezidenta republiky Václava Klause a shromažďování literatury a propagace idejí a témat souvisejících s jeho veřejným působením. Do obchodního rejstříku byl Institut zapsán 22. února 2012. Podle médií je institut inspirován prezidentskými knihovnami bývalých amerických prezidentů, sídlí v barokním zámečku na pražské Hanspaulce (podle něhož se běžné nazývá celá tato část Dejvic).

## Původ vzniku
Institut vznikl v roce 2012 přejmenováním původní organizace Centrum pro ekonomiku a politiku (CEP), která byla založena jako politický think-tank vedený Václavem Klausem v roce 1998. Jeho ředitelem byl Jan Skopeček.

## Pozice
Podle vlastních prohlášení se Institut Václava Klause považuje za liberálně-konzervativní think tank s vlastní výzkumnou studijní činností, semináři, konferencemi a dalšími akcemi a programy pro odbornou i širokou veřejnost. Hlavním cílem je šířit myšlenky svobody, volného trhu, bránit tradiční hodnoty a politickou demokracii. Snahou Institutu je vyvracet „nové či inovované módní ideologie“. Kritizuje kolektivistické ideje, sociální inženýrství a regulace. Za nebezpečné tendence považuje jevy, které označuje jako „evropeismus, environmentalismus, koncepci globálního vládnutí, erozi demokracie působením mediální manipulace a soudcokracie, hypertrofii tzv. lidských práv a multikulturalismus“. Naopak chce zachovat svobodu jednotlivce, svobodu podnikání a národní stát.

## Personální obsazení
IVK založil Václav Klaus spolu se svými syny a bývalým prezidentským kancléřem Jiřím Weiglem, který se také stal ředitelem společnosti. V její správní radě kromě Klause zasedl i jeho bývalý tajemník Ladislav Jakl a bývalý europoslanec za Občanskou demokratickou stranu (ODS) Ivo Strejček.
Od roku 2017 začal v institutu působit jako manažer a tiskový mluvčí Petr Macinka, pozdější předseda politické strany Motoristé sobě.

## Financování
O finanční podporu projektu se postaral Petr Kellner. V letech 2012–2013 byla největším dárcem PPF banka, jejímiž vlastníky byli PPF Group N.V. a Hlavní město Praha. PPF přestala Institut financovat v roce 2024. Ihned poté ho začal po žádosti IVF financovat podnikatel v energetice Pavel Tykač, a to ve stejné výši, jakou v posledních letech své podpory poskytovala PPF, tedy 10 milionů korun.
V červnu 2017 média informovala o tom, že v letech 2014 a 2015 dostal Institut Václava Klause sponzorský dar od firmy ICOM Transport (někdejší ČSAD Jihlava) podnikatele Zdeňka Kratochvíla, každý rok 1 milion korun. Kratochvíl přitom byl svého času obviněný v jedné z největších kauz a hrozil mu trest až 12 let vězení za zneužití informací v obchodním styku, zpronevěru, podvod, porušování povinností při správě cizího majetku a padělání dokladů. Prezident Václav Klaus mu však v roce 2008 udělil milost, údajně kvůli duševní chorobě, pro kterou se nemohl účastnit trestního řízení. Kratochvíl byl dříve rovněž sponzorem Občanské demokratické strany, ačkoli jeho dar později strana vrátila. Společnost vytrvala v pravidelné finanční podpoře IVF i v následujících letech, a to s výjimkou let 2021 a 2024, do té doby v celkové kumulativní výši 9 milionů korun.
Mezi sponzory think-tanku se v roce 2024 zařadila také společnost Datasys, jeden z výrazných dodavatelů IT řešení pro veřejný sektor, dále společnost FACM podnikatele Miroslava Formana, angažujícího se i v dalším sponzorovi IVK, firmě EMC, společně s marketérem Pavlem Kočišem, který dříve pracoval na několika kampaních ODS. Další finance poskytla komunikační firma GiTy. Svoji podporu v roce 2024 zřetelně omezila firma s korejským vlastnictvím Kos Wire Europe, financující IVK pravidelně od roku 2013.